# Mario Ghinelli
Mario Ghinelli (fl. XIX-XX secolo) è stato un calciatore italiano di ruolo centrocampista.

## Carriera
Fu dal 1905 al 1908 calciatore dell'US Milanese. Nella stagione d'esordio, la Prima Categoria 1905, che fu anche la prima disputata dal club bianconero meneghino, Ghinelli con il suo club ottenne il terzo posto nel Girone Finale dietro Genoa ed ai campioni della Juventus.
Nel 1906 e 1907 non risulta che Ghinelli abbia disputato incontri con l'US Milanese. Nella stagione 1908 Ghinelli con i bianconeri ottenne il secondo posto nel Girone Finale, alle spalle dei campioni della Pro Vercelli.